# Regional-Express

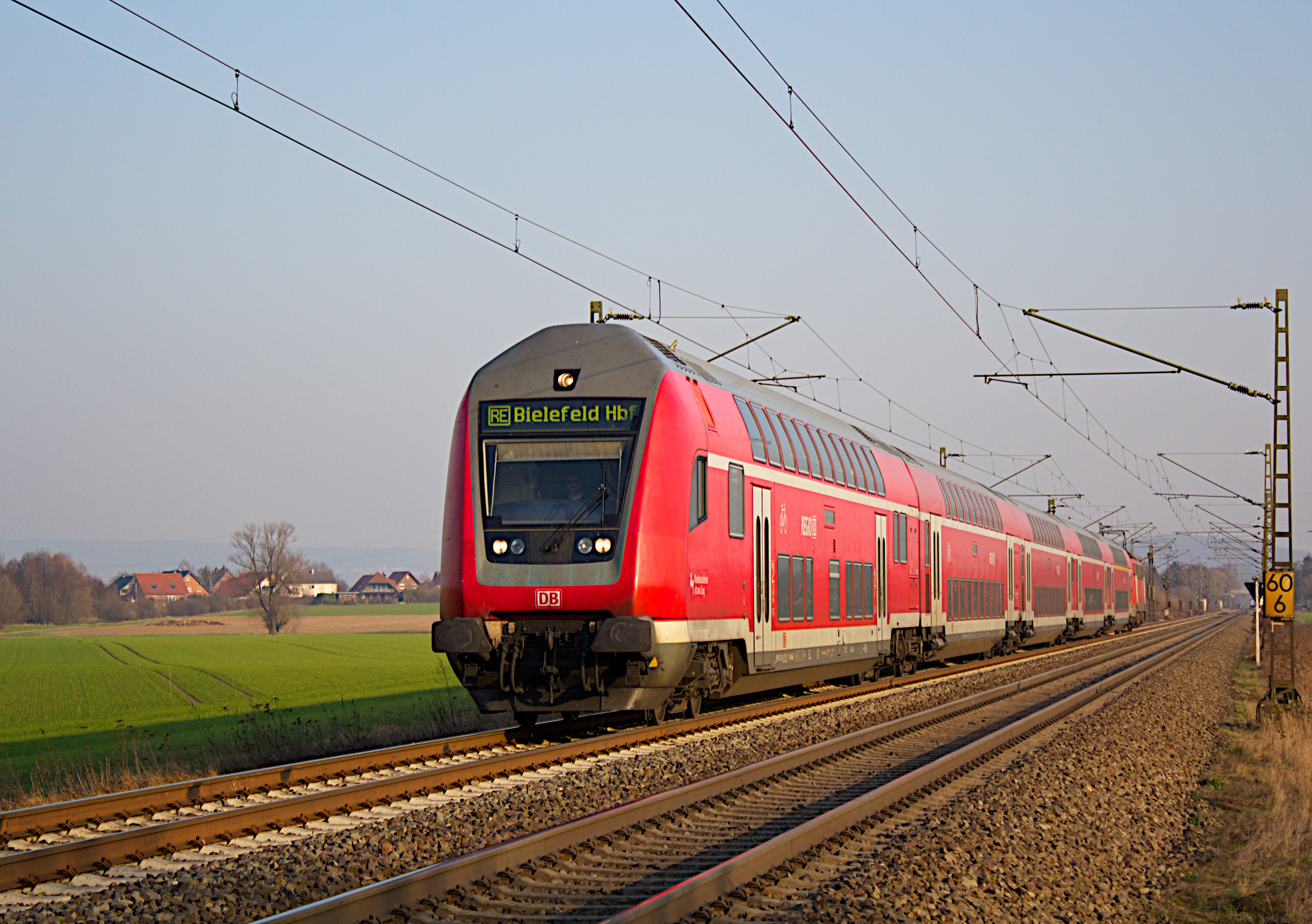
Regional-Express mit Doppelstockwagen

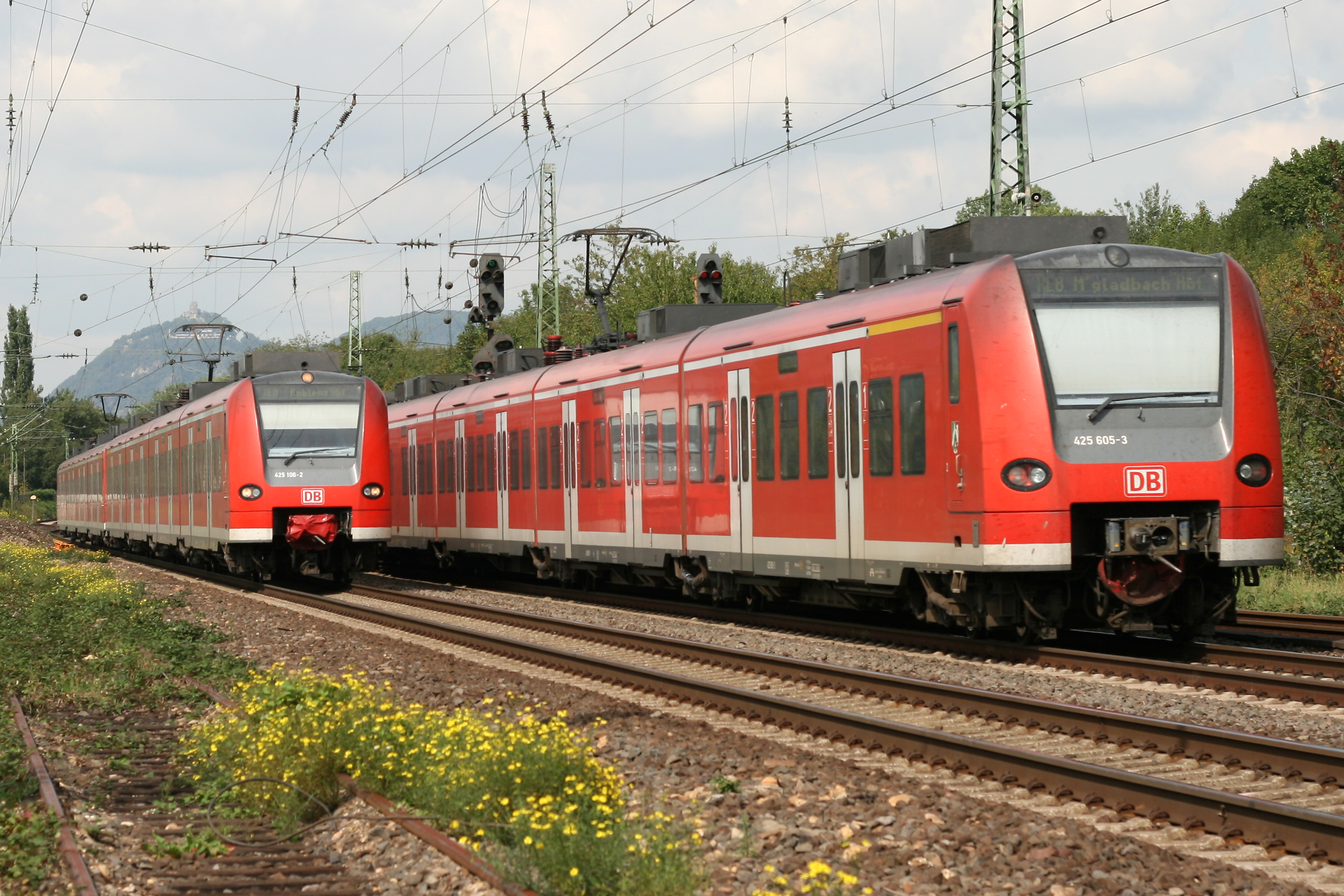
Zwei Regional-Express-Züge (Rhein-Erft-Express) treffen sich kurz vor dem Unkeler Bahnhof

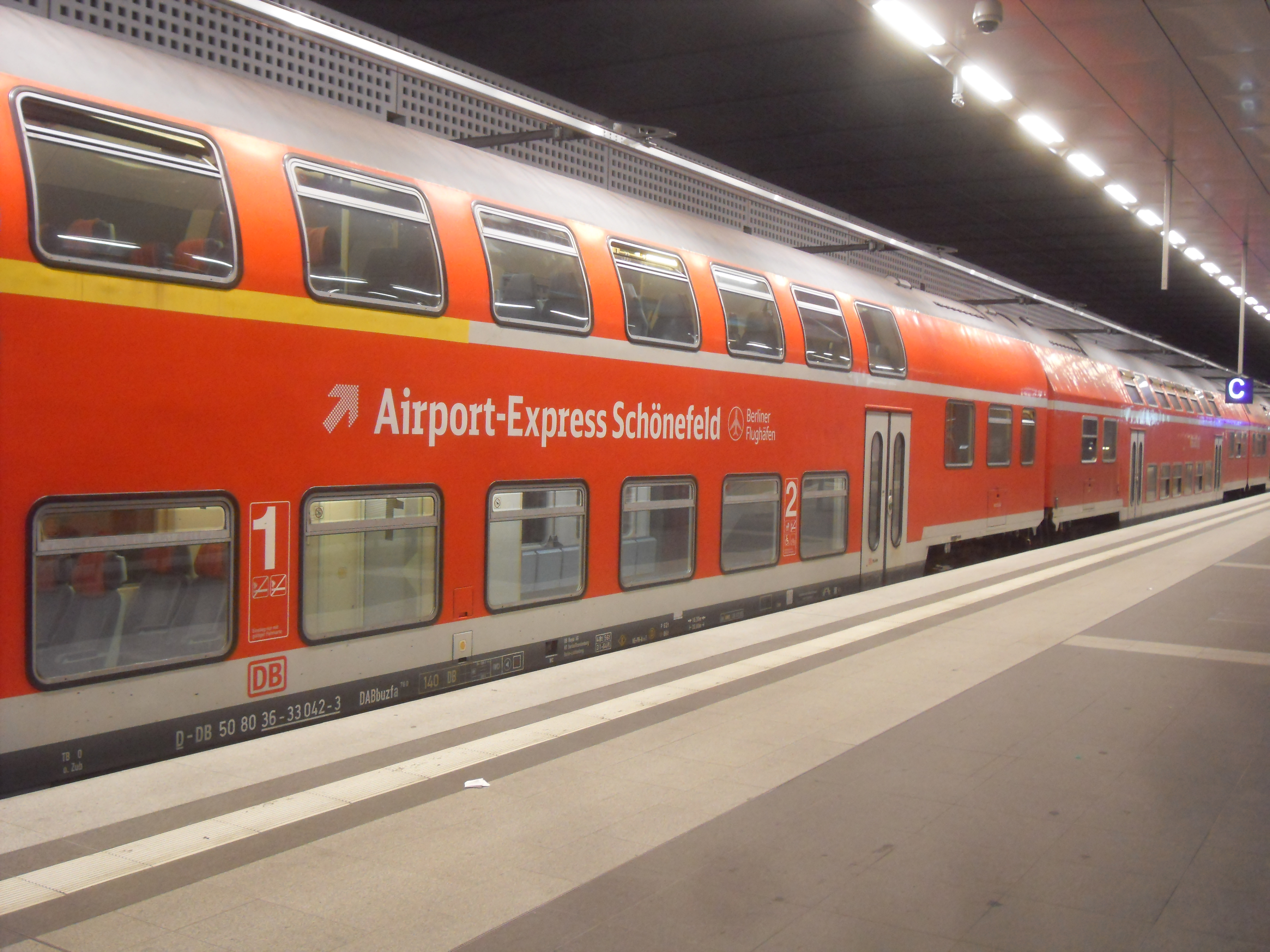
Der „Airport-Express Schönefeld“ im Berliner Hauptbahnhof

Regional-Express (abgekürzt RE in Deutschland beziehungsweise REX in Österreich), teilweise RegionalExpress mit Binnenmajuskel geschrieben, ist die Bezeichnung einer Zuggattung in Deutschland, Österreich und Luxemburg. In den Niederlanden wird diese Zuggattung von Betreiber Arriva genutzt. In der Schweiz wird der Begriff RegioExpress gebraucht.
Der Regionalexpress hält, im Gegensatz zur Regionalbahn, oft nicht an allen Stationen auf einer Strecke.

## Deutschland

### Namensrecht
Bis zum Jahr 2010 wurden, analog zur Regionalbahn, ausschließlich Züge der Deutschen Bahn als Regionalexpress bezeichnet. Private Eisenbahnverkehrsunternehmen nutzten ihren eigenen Namen als Produktbezeichnung, beispielsweise metronom (Me) und Erfurter Bahn (EBx). Im Jahr 2010 hat die Deutsche Bahn AG die Nutzung ihrer Zuggattungen auch für andere Eisenbahn-Verkehrsunternehmen freigegeben. Allerdings unter Auflagen: Die Züge erbringen dieselben Leistungen wie die der Deutschen Bahn. So stehe etwa ein RE für einen schnellen Zug, der Regionen an das Fernverkehrsnetz anbindet. Eine Regionalbahn halte dagegen weitaus häufiger und müsse Fahrgäste zumindest an das RE-Netz anschließen. Die langsamen S-Bahnen fahren im Stadtverkehr. Außerdem müssten die Bahnbetreiber eine geringe Lizenzgebühr an den Staatskonzern zahlen. Zum Fahrplanwechsel im Dezember 2012 hat der VBB als Vorreiter eine einheitliche Produktbezeichnung für alle Linien eingeführt. Im Dezember 2015 folgt auch die NVS Thüringen der Vergabe einheitlicher Zuggattungen für alle Regionalzüge in ihrem Netz.
Die ehemalige Schreibweise der Deutschen Bahn AG RegionalExpress, mit Binnenmajuskel, ist weiterhin eine beim Deutschen Patent- und Markenamt eingetragene Wortmarke.

### Geschichte

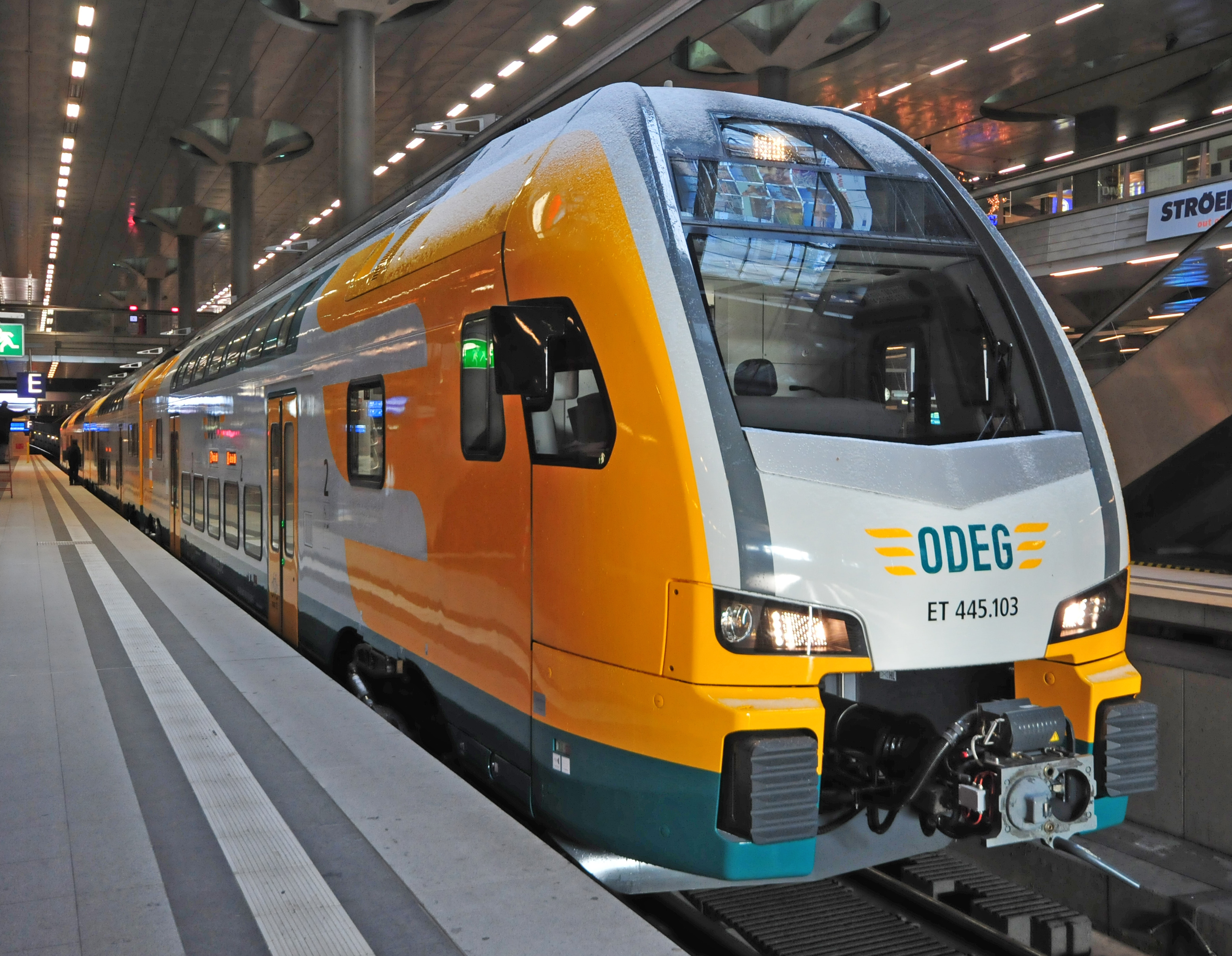
Ein Regional-Express der ODEG in Berlin Hauptbahnhof

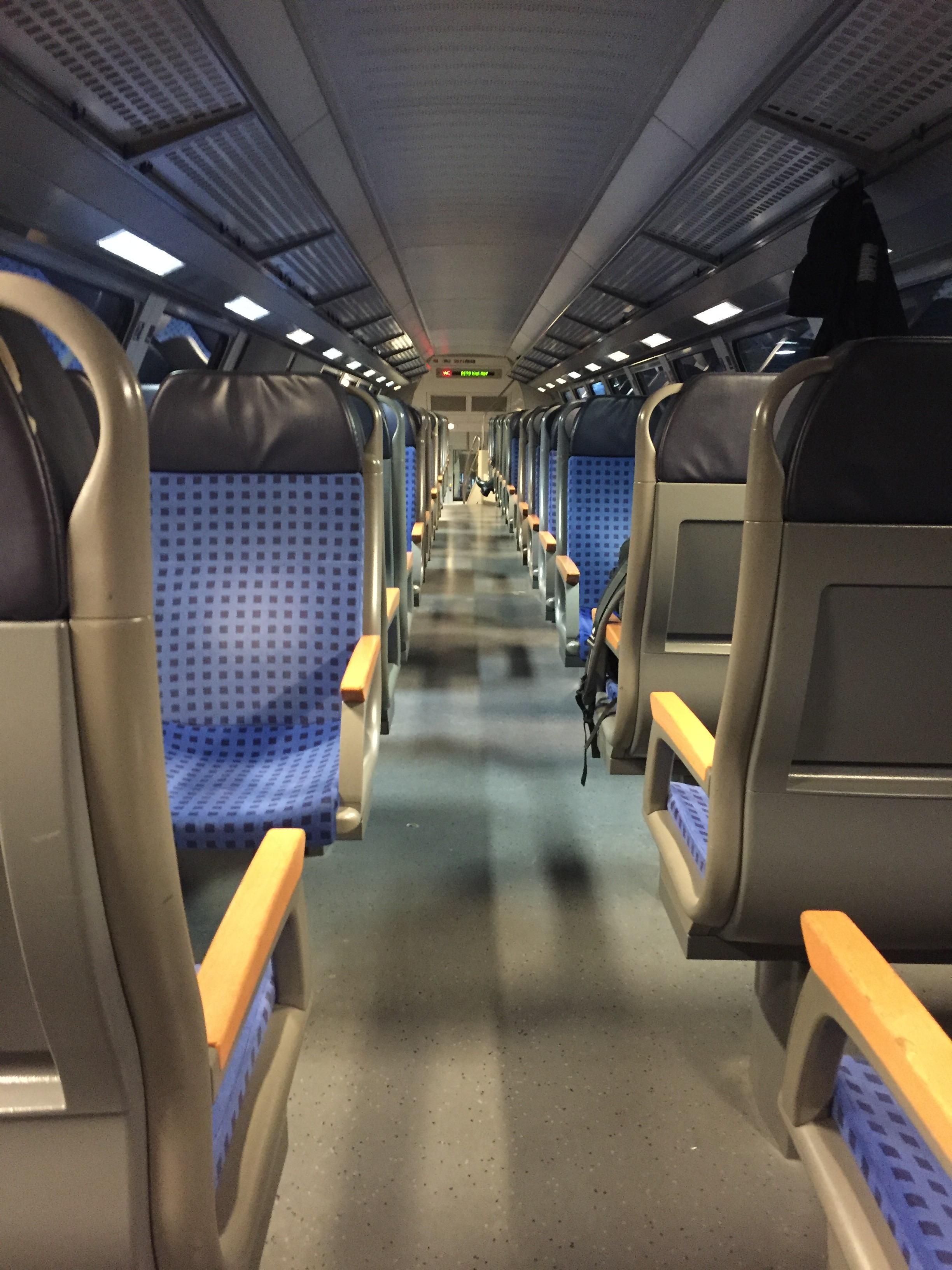
Blick in den Innenraum

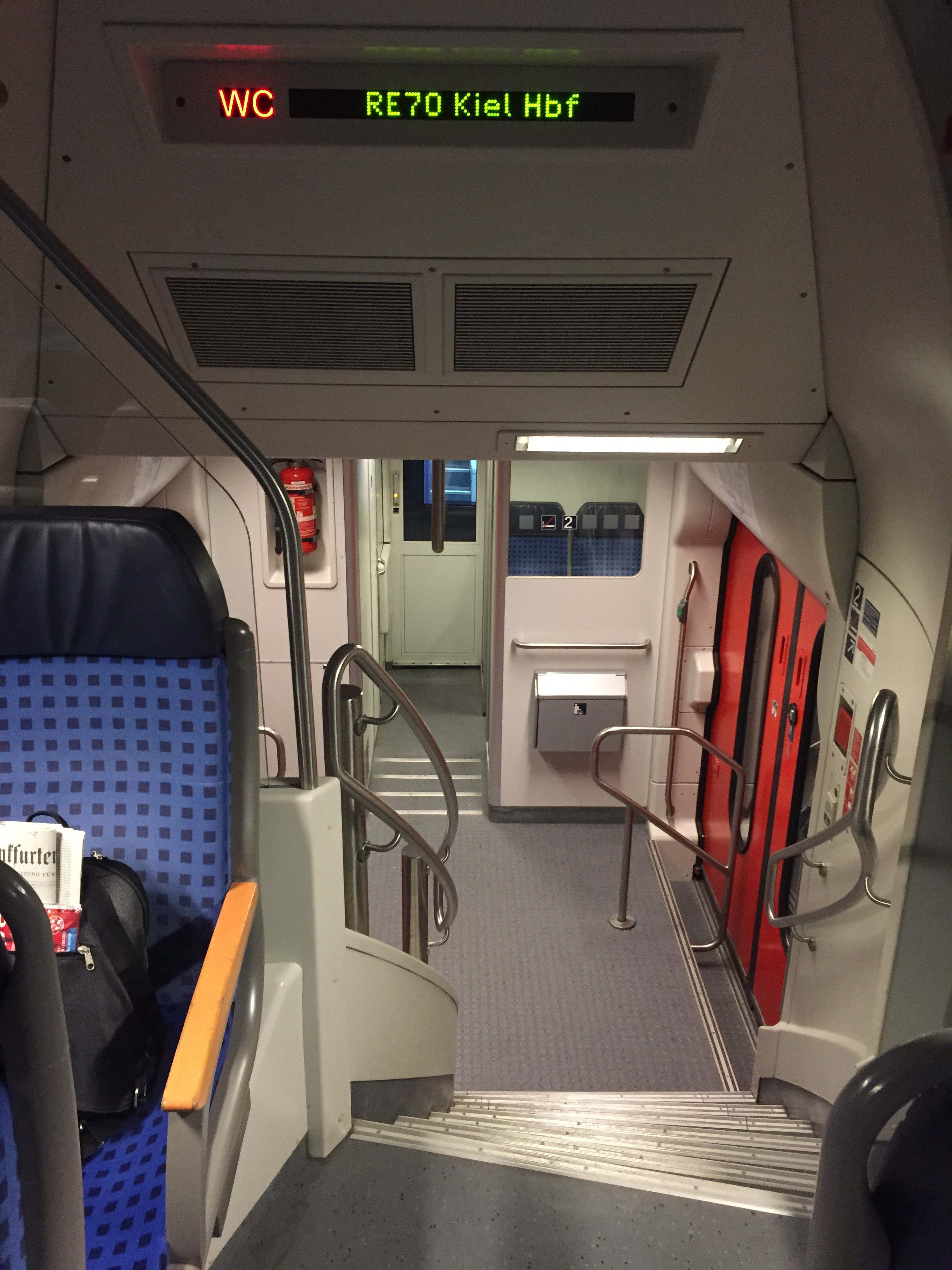
Blick auf die Treppe eines Doppelstockwagens

Der Regional-Express in Deutschland ist eine Zuggattung der Deutschen Bahn, die zum 1. Januar 1995 aus dem früheren Eilzug (E) sowie der RegionalSchnellBahn (RSB) hervorgegangen ist. Von der Regionalbahn (RB) unterscheidet er sich häufig durch größere Stationsabstände, höhere Reisegeschwindigkeit, höhere Transportkapazität und längere Laufwege. Die Abgrenzungen sind jedoch nicht genau definiert, da einige Regional-Express-Linien nicht parallel zu Regionalbahnlinien verkehren und so beispielsweise auf allen Stationen halten. Weil andere nichtbundeseigene Eisenbahnverkehrsunternehmen die Bezeichnung Regional-Express nicht nutzen durften, verschwimmen die Grenzen zwischen den Zuggattungen weiter.
In den meisten Ländern in Deutschland verkehren Regional-Express-Züge auf festgelegten Verkehrslinien jede Stunde oder alle zwei Stunden im Rahmen eines integrierten Taktfahrplans. Oft tragen diese Linien innerhalb eines Landes Namen. Der Name des Zielbahnhofs und teilweise ihre Kurzbezeichnungen (Zuggattung und Liniennummer) werden in und an den Zügen angebracht.
Mit dem Regional-Express können häufig größere Entfernungen überbrückt werden. Deshalb ist er bei Fahrgästen mit dem Quer-durchs-Land-Ticket, dem Deutschlandticket oder den Ländertickets sehr beliebt. Auf einigen Hauptverkehrsachsen ist er nicht oder nur geringfügig langsamer als die Züge des Fernverkehrs. Die durchschnittliche Reisegeschwindigkeit der Züge beträgt 70 bis 90 km/h.
In der Regel verkehren moderne Doppelstock-Wendezüge oder einstöckige Elektrotriebwagen. Auf nicht elektrifizierten Strecken verkehren zum Teil noch Dieseltriebwagen. Auf einigen RE-Linien, wie etwa zwischen Ulm und Neustadt (Schwarzwald) oder beim Mainfranken-Thüringen-Express, werden Dieseltriebwagen mit Neigetechnik eingesetzt.

### Schnellste Regional-Express-Züge

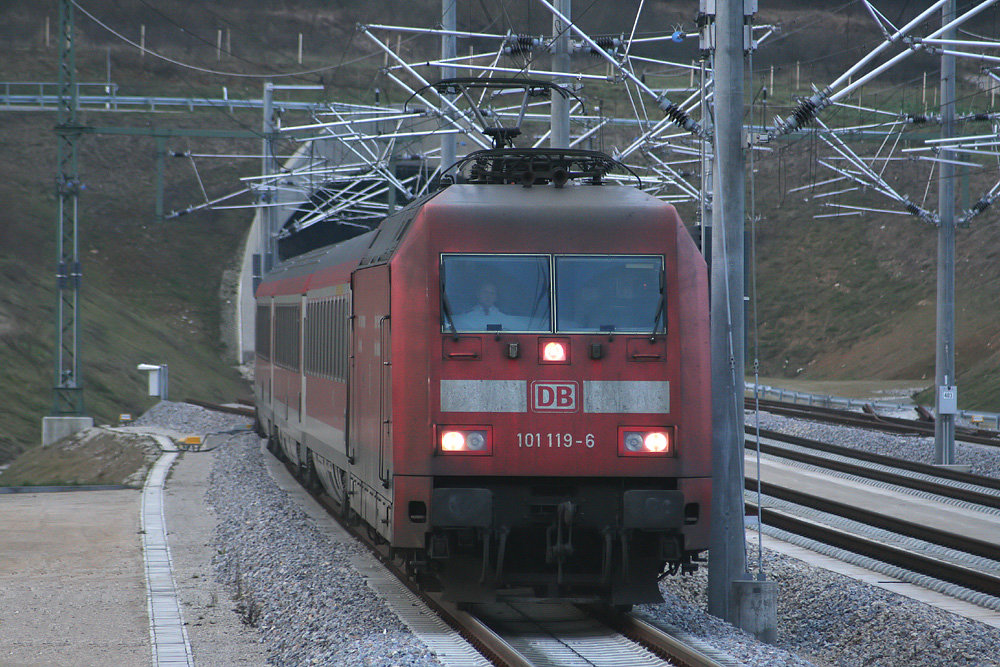
München-Nürnberg-Express, bis 200 km/h schnell, bei der Einfahrt im Bahnhof Kinding (Altmühltal)

Ab Dezember 2006 verkehrten auf der Schnellfahrstrecke Nürnberg–Ingolstadt zweistündlich Regional-Express-Züge als München-Nürnberg-Express. Diese wurden aus Bpmz- und Bvmz-Wagen aus dem Bestand von DB Fernverkehr sowie Elektrolokomotiven der Baureihe 101 gebildet. Sie waren mit einer Höchstgeschwindigkeit von 200 km/h und einer durchschnittlichen Reisegeschwindigkeit von etwa 100 km/h damals die schnellsten Regionalzüge Deutschlands. Die Fahrzeuge wurden 2021 durch modernere abgelöst, die nur noch 190 km/h erreichten. Wegen häufiger technischer Probleme an den Škoda-Fahrzeugen wird die Verbindung seit dem Fahrplanwechsel im Dezember 2024 teilweise wieder mit ehemaligen Intercity-Wagen von DB Fernverkehr bedient.
Bereits im Fahrplanjahr 2001/2002 gab es auf der Relation von Köln über Düsseldorf und Duisburg nach Emmerich Regional-Express-Züge, die aus Intercity-Wagen und Lokomotiven der Baureihe 103 gebildet waren und zwischen Köln und Duisburg 200 km/h erreichten.
Seit 1997 werden Doppelstockwagen auch mit einer zulässigen Höchstgeschwindigkeit von 160 km/h beschafft. Eine der ersten planmäßig mit 160 km/h verkehrenden Regionalexpresslinien war der RE 1 in Berlin-Brandenburg. Anfangs wurden diese Regionalexpresslinien im Verkehrsverbund Berlin-Brandenburg als RE 160 vermarktet. Inzwischen fahren viele RE-Linien mit Rollmaterial, das eine Höchstgeschwindigkeit von 160 km/h zulässt. Allerdings werden je nach Linie weiterhin auch Fahrzeuge eingesetzt, die nur eine Höchstgeschwindigkeit von 140 oder 120 km/h besitzen.
In Mittel- und Süddeutschland kommen als Regionalexpress auch Triebwagen der Baureihe 612 mit Neigetechnik zum Einsatz. Diese erreichen im bogenschnellen Betrieb auf vielen Abschnitten ebenfalls 160 km/h, insbesondere dort wo konventionelle Fahrzeuge nur höchstens 120 km/h fahren können. Beispiele sind die Abschnitte zwischen Leinefelde und Gotha, Erfurt und Weimar oder Nürnberg und Marktredwitz.

### Langlaufende Regional-Express-Züge
Als Ende der 1990er Jahre DB Fernverkehr den eigenwirtschaftlich betriebenen Interregio (IR) aus ihrem Fahrplanangebot nahm, wurden diese IR-Linien aufgrund der Bahnregionalisierung häufig von DB Regio auf Kosten der Länder als Regional-Express oder Interregio-Express (IRE) (etwa in Baden-Württemberg) übernommen, wobei diese teilweise sogar ehemalige Intercity- und Eurocity-Verbindungen ersetzen.
| Langlaufende Regional-Express-Züge                                                                  | Langlaufende Regional-Express-Züge                                                                  | Langlaufende Regional-Express-Züge | Langlaufende Regional-Express-Züge                  | Langlaufende Regional-Express-Züge | Langlaufende Regional-Express-Züge                                                                           |
| Distanz                                                                                             | Linie Linienname                                                                                    | Linienverlauf | Zeit                                                | Anzahl pro Tag | Unternehmen Fahrzeuge                                                                                        |
| --------------------------------------------------------------------------------------------------- | --------------------------------------------------------------------------------------------------- | --- | --------------------------------------------------- | --- | --- |
| 476 km                                                                                              | ehemals RE12 „Vier-Länder-Express“                                                                  | München – Landshut – Regensburg – Schwandorf – Hof – Gera – Leipzig | 6:48                                                | eingestellt; ehemals 2/Tag, Einsatzzeitraum: 2003 - 2007 | DB Regio BR 612 bzw. n-Wagen mit BR 218 (Leipzig – Regensburg) und E-Lok (Regensburg – München)              |
| 442 km                                                                                              | RE 25 Bayern-Böhmen-Express                                                                         | München – Schwandorf – Furth im Wald – Domažlice – Pilsen – Prag (in Tschechien als EuroCity -- und damit Fernverkehr -- unterwegs.) | 5:38                                                | 7 | Regentalbahn alex                                                                                            |
| 391 km                                                                                              | RE 3                                                                                                | Stralsund – Greifswald – Pasewalk – Angermünde – Berlin – Wünsdorf-Waldstadt – Doberlug-Kirchhain – Elsterwerda | 5:14                                                | eingestellt | DB Regio Doppelstockwagen                                                                                    |
| 390 km                                                                                              | RE 9 Franken-Sachsen-Express                                                                        | Nürnberg – Marktredwitz – Hof – Plauen – Zwickau – Chemnitz – Freiberg – Dresden | 4:10                                                | eingestellt | DB Regio BR 612                                                                                              |
| 387 km                                                                                              | RE 5                                                                                                | Rostock – Güstrow – Neustrelitz – Berlin – Jüterbog – Wittenberg – Halle | 4:54                                                | eingestellt | DB Regio Doppelstockwagen                                                                                    |
| 380 km                                                                                              | RE 3                                                                                                | Stralsund – Greifswald – Anklam – Pasewalk – Prenzlau – Angermünde – Eberswalde – Bernau – Berlin – Jüterbog – Falkenberg – Bad Liebenwerda – Elsterwerda-Biehla | 4:59                                                | eingestellt | DB Regio Doppelstockwagen                                                                                    |
| 369 km                                                                                              | Kleber-Express                                                                                      | München – Memmingen – Aulendorf – Sigmaringen – Donaueschingen – Freiburg | 6:27                                                | eingestellt | DB Regio BR 218 & n-Wagen                                                                                    |
| 367 km                                                                                              | RE 2                                                                                                | Wismar – Schwerin – Ludwigslust – Wittenberge – Berlin – Lübben – Cottbus | 4:11                                                | eingestellt | ODEG BR 445                                                                                                  |
| 356 km                                                                                              | ALX Franken-Böhmen-Express                                                                          | Nürnberg – Schwandorf – Furth im Wald – Domažlice – Plzeň – Prag | 4:52                                                | eingestellt | Regentalbahn alex                                                                                            |
| 342 km                                                                                              | RE 5                                                                                                | Stralsund – Neubrandenburg – Neustrelitz – Berlin – Jüterbog – Falkenberg | 4:40                                                | eingestellt | DB Regio Doppelstockwagen                                                                                    |
| 333 km                                                                                              | RE 3 Altenburg–Erfurt / RE 7 Erfurt–Würzburg Mainfranken-Thüringen-Express                          | Altenburg – Gera – Jena – Erfurt – Suhl – Schweinfurt – Würzburg | 4:29                                                | 8 | DB Regio BR 612                                                                                              |
| 332 km                                                                                              | RE 5                                                                                                | Rostock – Güstrow – Neustrelitz – Berlin – Wünsdorf-Waldstadt – Elsterwerda | 4:51                                                | seit Dezember 2022 nur noch zwischen Rostock und Berlin-Südkreuz | DB Regio Doppelstockwagen                                                                                    |
| 331 km                                                                                              | RE 1 SÜWEX                                                                                          | Koblenz – Trier – Saarbrücken – Kaiserslautern – Mannheim | 4:15                                                | 9 | DB Regio Südwest Stadler Flirt                                                                               |
| 329 km                                                                                              | RE 7                                                                                                | Nürnberg – Augsburg – Kempten – Immenstadt – Lindau | 3:45                                                | 3 | DB Regio BR 612                                                                                              |
| 316 km                                                                                              | RE 1                                                                                                | Magdeburg – Brandenburg – Potsdam – Berlin – Frankfurt (Oder) – Eisenhüttenstadt – Cottbus | 3:47                                                | Mo-Fr 1 Fahrt je Richtung umstiegsfrei, weitere Fahrten mit Umstieg in Frankfurt (Oder)                                                                                  | ODEG Siemens Desiro HC                                                                                       |
| 311 km                                                                                              | RE 1                                                                                                | Göttingen – Erfurt – Gera – Gößnitz – Zwickau | 3:52                                                | eingestellt | DB Regio BR 612                                                                                              |
| 304 km                                                                                              | RE 8                                                                                                | Wismar – Schwerin – Ludwigslust – Wittenberge – Neustadt (Dosse) – Nauen – Berlin – Flughafen BER | 3:51                                                | 10 (zweistündlich) (zwischen Wittenberge und dem Flughafen BER stündlich)                                                                                                | ODEG BR 445                                                                                                  |
| 297 km                                                                                              | RE 4                                                                                                | Lübeck – Bad Kleinen – Bützow – Güstrow – Neubrandenburg – Pasewalk – Ueckermünde/Stettin | 4:45                                                | 6 | DB Regio BR 648                                                                                              |
| 291 km                                                                                              | RE 11 RRX Rhein-Hellweg-Express                                                                     | Kassel-Wilhelmshöhe – Paderborn – Soest – Hamm – Dortmund – Essen – Duisburg – Düsseldorf | 3:21                                                | 7 (Teilweise eingestellt. Derzeit nur zwischen Hamm (Westf) Hbf und Kassel-Wilhelmshöhe auf Grund von Personalmangel.) Nur noch wenige Leistungen weiter bis Düsseldorf. | National Express BR 462                                                                                      |
| 286 km                                                                                              | RE 5                                                                                                | Stralsund – Neubrandenburg – Neustrelitz – Berlin – Wünsdorf-Waldstadt | 4:13                                                | seit Dezember 2022 nur noch zwischen Rostock und Berlin-Südkreuz | DB Regio Doppelstockwagen                                                                                    |
| 285 km                                                                                              | RE 1                                                                                                | Göttingen – Erfurt – Gera – Gößnitz – Glauchau | 3:46                                                | 7 | DB Regio BR 612                                                                                              |
| 284 km                                                                                              | RE 1                                                                                                | Norddeich Mole – Emden – Oldenburg – Bremen – Hannover | 3:55                                                | 8 | DB Regio Doppelstockwagen                                                                                    |
| 281 km                                                                                              | RE 6 Rhein-Ruhr-Express                                                                             | Minden – Bielefeld – Hamm – Dortmund – Essen – Duisburg – Düsseldorf – Köln – Köln/Bonn Flughafen | 3:43                                                | 19 | National Express BR 462                                                                                      |
| 280 km                                                                                              | TLX 1 Dresden-Wrocław-Express                                                                       | Dresden – Bautzen – Görlitz – Zgorzelec – Węgliniec – Bolesławiec – Legnica – Wrocław | 3:33                                                | in zwei Linien aufgeteilt, Umstieg in Zgorzelec erforderlich | DB Regio i. A. Trilex und Koleje Dolnośląskie BR 642                                                         |
| 270 km                                                                                              | RE 60 Ems-Leine-Express                                                                             | Rheine – Ibbenbüren – Osnabrück – Bünde – Minden – Hannover – Peine – Braunschweig | 3:03                                                | 9 | Westfalenbahn Stadler Dosto                                                                                  |
| 259 km                                                                                              | RE 3                                                                                                | Schwedt – Angermünde – Eberswalde – Bernau – Berlin – Jüterbog – Wittenberg – Halle | 4:54                                                | 2 pro Woche | DB Regio Doppelstockwagen                                                                                    |
| 254 km                                                                                              | RE 7                                                                                                | Dessau – Bad Belzig – Berlin – Lübbenau – Senftenberg | 3:36                                                | 15 (Dessau – Senftenberg) 16 (Senftenberg – Dessau) | DB Regio Bombardier Talent 2                                                                                 |
| 253 km                                                                                              | RE 9/RE 19                                                                                          | Kassel – Leinefelde – Nordhausen – Sangerhausen – Halle – Bitterfeld | 3:16                                                | seit Dezember 2017 nur noch von/bis Halle | Abellio Bombardier Talent 2                                                                                  |
| 253 km                                                                                              | RE 20                                                                                               | Uelzen – Salzwedel – Stendal – Magdeburg – Köthen – Halle | 3:00                                                | in zwei Linien aufgeteilt | DB Regio Doppelstockwagen                                                                                    |
| 252 km                                                                                              | RE 2 Schwarzwaldbahn                                                                                | Karlsruhe – Offenburg – Villingen – Singen – Konstanz | 3:04                                                | 19 | DB Regio Doppelstockwagen                                                                                    |
| 248 km                                                                                              | RE 7 Rhein-Münsterland-Express                                                                      | Rheine – Münster – Hamm – Hagen – Köln – Krefeld | 3:16                                                | 8 | National Express Rail BR 442                                                                                 |
| 241 km                                                                                              | RE 5                                                                                                | Stralsund – Neubrandenburg – Neustrelitz – Oranienburg – Berlin-Südkreuz | 3:16                                                | 8 | DB Regio Doppelstockwagen & Bombardier Twindexx Vario                                                        |
| 240 km                                                                                              | RE 4 Harz-Express                                                                                   | Hannover – Hildesheim – Goslar – Wernigerode – Halberstadt – Aschersleben – Halle | 3:05                                                | in zwei Linien aufgeteilt | DB Regio BR 612                                                                                              |
| 234 km                                                                                              | RE 6                                                                                                | Hamburg-Altona – Elmshorn – Itzehoe – Heide – Husum – Niebüll – Westerland | 2:55                                                | 16 | DB Regio Married-Pair-Wagen                                                                                  |
| 233 km                                                                                              | RE 42 Franken-Thüringen-Express                                                                     | Nürnberg – Erlangen – Bamberg – Lichtenfels – Kronach – Saalfeld – Rudolstadt – Jena Saalbf – Leipzig Hbf | 4:15                                                | eingestellt | DB Regio BR 442                                                                                              |
| 233 km                                                                                              | RE 54/55 Main-Spessart-Express                                                                      | Frankfurt am Main – Hanau – Aschaffenburg – Gemünden am Main – Würzburg – Schweinfurt – Bamberg | 3:00                                                | 12 | DB Regio Bombardier Twindexx Vario                                                                           |
| 232 km                                                                                              | RE 5                                                                                                | Rostock – Güstrow – Neustrelitz – Oranienburg – Berlin-Südkreuz | 2:47                                                | 8 | DB Regio Doppelstockwagen & Bombardier Twindexx Vario                                                        |
| 223 km                                                                                              | RE 9/RE 19                                                                                          | Kassel – Leinefelde – Nordhausen – Sangerhausen – Halle | 2:56                                                | 8 | Abellio Bombardier Talent 2                                                                                  |
| 221 km                                                                                              | RE 3 Mittelsachsen-Vogtland-Express                                                                 | Hof – Plauen – Zwickau – Chemnitz – Freiberg – Dresden | 2:39                                                | 17 | Mitteldeutsche Regiobahn Alstom Coradia Continental                                                          |
| 218 km                                                                                              | RE 1 NRW-Express                                                                                    | Hamm – Dortmund – Essen – Duisburg – Düsseldorf – Köln – Aachen | 2:47                                                | 14 | National Express Br 462                                                                                      |
| 213 km                                                                                              | RE 3 Nahe-Express                                                                                   | Saarbrücken – Idar-Oberstein – Bad Kreuznach – Mainz – Frankfurt Flughafen – Frankfurt | 2:45                                                | 16 | Vlexx LINT 54 & LINT 81                                                                                      |
| 209 km                                                                                              | RE 1 Hanse-Express                                                                                  | Hamburg – Büchen – Hagenow – Schwerin – Bad Kleinen – Rostock | 2:26                                                | 8 | DB Regio Doppelstockwagen                                                                                    |
| 209 km                                                                                              | RE 17 Sauerland-Express                                                                             | Hagen – Schwerte – Bestwig – Brilon-Wald – Warburg – Kassel-Wilhelmshöhe | 2:56                                                | 7 | DB Regio BR 633                                                                                              |
| 201 km                                                                                              | RE 2                                                                                                | Uelzen – Celle – Hannover – Kreiensen – Göttingen | 2:29                                                | 16 | metronom – BR 146 & Doppelstockwagen                                                                         |
| 200 km                                                                                              | RE 30 im stündl. Wechsel mit RE 98                                                                  | Kassel – Kassel-Wilhelmshöhe – Wabern – Borken (Hessen) - Treysa – Neustadt – Stadtallendorf – Kirchhain – Marburg – Gießen – Friedberg (Hessen) – Frankfurt | 2:11 2:33                                           | 10 (RE30) 8 (RE 98) | DB Regio Doppelstockwagen (RE 30) Alstom Coradia Max (RE 30; ab 12/2024) Hessische Landesbahn, FLIRT (RE 98) |
| 192 km                                                                                              | RE 5 (RRX) Rhein-Express                                                                            | (Emmerich am Rhein –) Wesel – Oberhausen – Duisburg – Düsseldorf – Köln – Bonn – Koblenz (Emmerich am Rhein – Wesel: Sonntag bis Donnerstag letzte Fahrt bis Emmerich am Rhein – Zugnummer 28534, Montag bis Freitag erste Fahrt ab Emmerich am Rhein – Zugnummer 28505) | 3:35                                                | 17 | National Express BR 462                                                                                      |
| 178 km                                                                                              | RE 55                                                                                               | Ulm – Blaubeuren – Riedlingen – Sigmaringen – Tuttlingen – Donaueschingen – Villingen | 2:28                                                | 17 | DB Regio BR 612 (ersatzweise auch Doppelstockwagen)                                                          |
| 171 km                                                                                              | RE 1 München-Nürnberg-Express                                                                       | Nürnberg – Ingolstadt – München | 1:42                                                | 9 | DB Regio Škoda Wendezug-Garnitur                                                                             |
| 171 km                                                                                              | RE 4 Wupper-Express                                                                                 | Dortmund – Hagen – Wuppertal – Düsseldorf – Neuss – Mönchengladbach – Aachen | 2:27                                                | 18 | National Express BR 462                                                                                      |
| 169 km                                                                                              | Main-Tauber-Express                                                                                 | Aschaffenburg – Wertheim – Lauda – Crailsheim | 3:05                                                | zweistündlich | Westfrankenbahn DB-Baureihe 628 (teilw. bis Dez. 2019) Siemens Desiro Classic                                |
| Legende: fett = Halbstundentakt normal = Stundentakt kursiv = Zweistundentakt klein = einzelne Züge | Legende: fett = Halbstundentakt normal = Stundentakt kursiv = Zweistundentakt klein = einzelne Züge | Anmerkungen: 1. 2. 3. 4. 5. 6. 7. 8. 9. 10. 11. 12. | Anmerkungen: 1. 2. 3. 4. 5. 6. 7. 8. 9. 10. 11. 12. | Anmerkungen: 1. 2. 3. 4. 5. 6. 7. 8. 9. 10. 11. 12. | Anmerkungen: 1. 2. 3. 4. 5. 6. 7. 8. 9. 10. 11. 12.                                                          |

### Dampflokbespannte Regionalexpresszüge
Seit Ende des 20. Jahrhunderts verkehrte zwischen Eisenach, Oberhof und Arnstadt jeweils an drei oder vier Wochenenden im Winterhalbjahr ein planmäßiger Regional-Express mit Dampfbespannung – der „Rodelblitz“. 1998 wurde dieser Zug von der DB Regio AG, Verkehrsbetrieb Thüringen, nach Bestellung durch die Nahverkehrsservicegesellschaft Thüringen mbH erstmals eingelegt. Seitdem ist das Zugpaar fester Bestandteil des jeweiligen Jahresfahrplanes und erfreut sich steigender Beliebtheit. Der Zug wird von Beginn an aus aufgearbeiteten Reisezugwagen der ehemaligen Deutschen Reichsbahn gebildet. Während in den ersten Jahren noch die Lokomotive 52 8075 des IGE „Werrabahn Eisenach“ e. V. den Zug durch den Thüringer Wald zog, kommt nunmehr ausschließlich die 41 1144 der Eisenacher Eisenbahnfreunde zum Einsatz, die dazu über alle erforderlichen technischen Einrichtungen wie TB-0, Digitalfunk mit Zuganbindung etc. verfügt.
Ein weiterer, sogar internationaler Dampfregionalexpress verkehrte regelmäßig an drei bis vier Herbstwochenenden vom thüringischen Gera in das böhmische Bäderdreieck nach Cheb (Eger)/Tschechien. Dabei kommt die auch beim „Rodelblitz“ verwendete Zuggarnitur zum Einsatz. Weitere dampfbespannte Regionalexpresszüge waren mit unterschiedlichen Themen und Zielen über das laufende Jahr verteilt.
Im Jahr 2021 hat der Freistaat Thüringen das beliebte und erfolgreiche Bahnnostalgieprogramm, kurz vor seiner 25. Saison, wegen Kompetenz- und Finanzierungsproblemen zwischen dem TMWI (Wirtschaftsministerium) und dem TMVIL (Verkehrsministerium) abbestellt. Seitdem versucht der Eisenacher Verein, die eigenwirtschaftliche Wiederbelebung einzelner Elemente der Veranstaltungsreihe, was im Frühjahr 2023 mit dem Rodelblitz an drei Fahrtagen erfolgreich gelang. Der traditionelle Rodelblitz, dessen Name 2022 als Wortmarke geschützt wurde, ist nun auch für 2024 an vier Fahrtagen fest eingeplant.

## Österreich
Regionalexpress, kurz REX, ist die Bezeichnung für die Zuggattung der Österreichischen Bundesbahnen, die nur an ausgewählten Stationen hält und daher schneller als Regionalzüge und langsamer als InterCity-Züge verkehrt.
Die ÖBB bezeichneten schnellere Regionalzüge lange als Eilzug (E). Seit dem Fahrplanwechsel im Dezember 2006 werden alle Eilzüge und Sprinter (SPR) österreichweit als REX geführt.

### Fahrzeugmaterial
Das Rückgrat des Regionalexpress-Verkehrs bilden in vielen Bundesländern immer noch die CityShuttle-Inlandsreisezugwagen. Viele Fahrten werden aber mittlerweile von Talent-Triebwagen und Desiro ML absolviert. Im Großraum Wien dominieren Doppelstockwagen.
Vereinzelt kommt es auch zu Einsätzen von Eurofima-Wagen beziehungsweise deren Nachbauten.

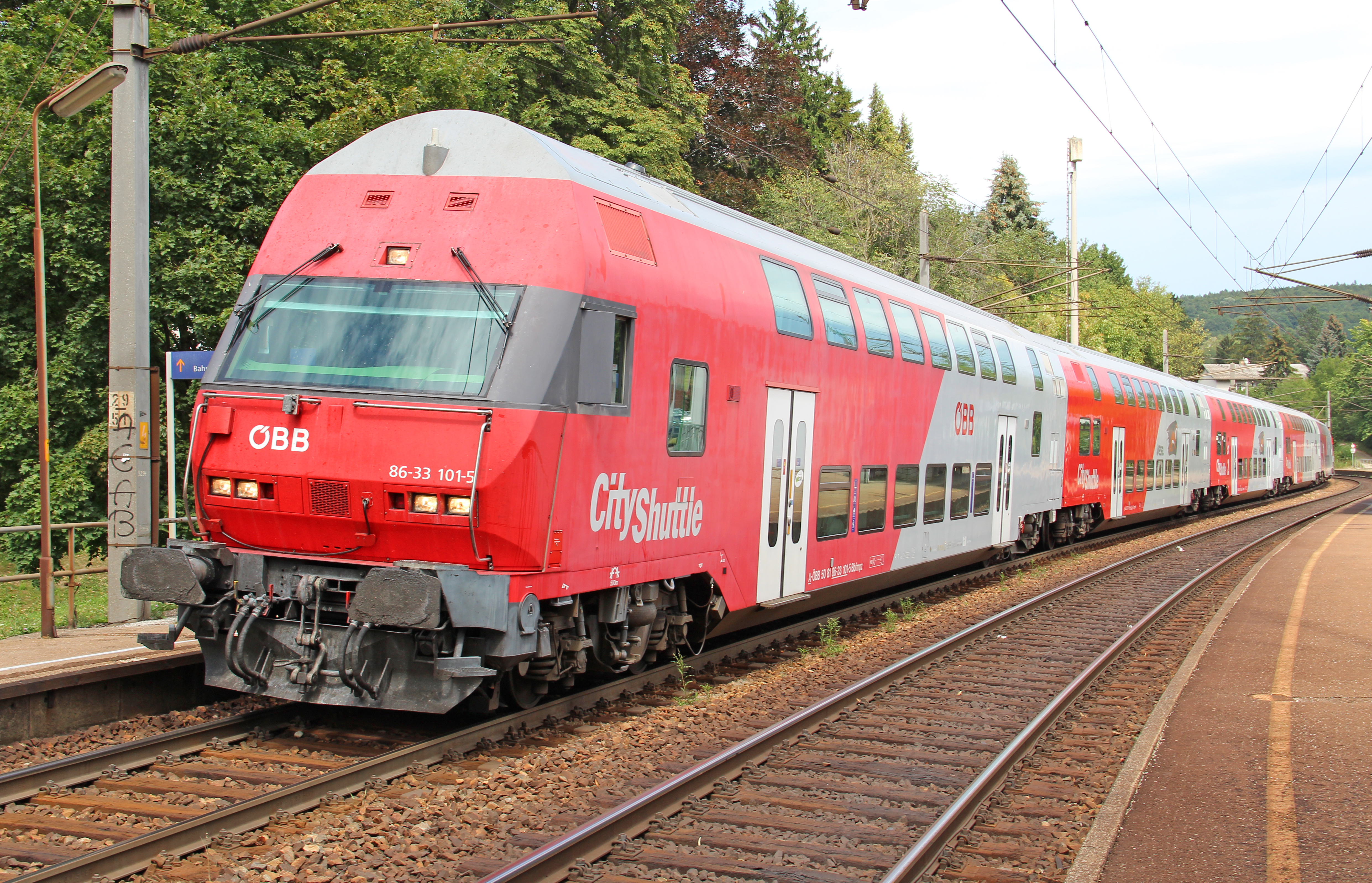
Dosto-Garnitur der ÖBB als REX nach Wien Westbahnhof in Eichgraben-Altlengbach

Ein Regional Express führt bei den Österreichischen Bundesbahnen, wie ein Regionalzug oder eine S-Bahn, in der Regel keine erste Klasse.

### REX 200 bzw. REX PLUS
Seit dem Fahrplanwechsel im Dezember 2012 wurden zusätzlich Züge unter der Bezeichnung Regional Express 200 geführt, wobei 200 auf die erreichte Höchstgeschwindigkeit in km/h hinweist, die der Zug auf der zeitgleich neu eröffneten Westbahn erreicht. Diese Zügen verkehrten ausschließlich zwischen Wien Westbahnhof und St. Pölten Hbf/Amstetten.
Mit dem Fahrplanwechsel 2017/18 wurden die REX 200-Züge, welche im Regelfall aus einem ÖBB Taurus und einigen Fernverkehrswagen bestanden, durch Cityjets ersetzt. Da diese nur eine Höchstgeschwindigkeit von 160 km/h erreichen, wurde die Bezeichnung 200 durch PLUS ersetzt, um dennoch den Mehrwert zu anderen REX-Zügen zu betonen.
Seit dem Fahrplanwechsel 2019/20 gibt es auch keine REX PLUS-Züge mehr. Diese werden jetzt zur besseren Erkennung als neue Zuggattung CJX (Cityjet-Express) geführt.
Da bei REX-Verbindungen über die Jahre immer wieder zusätzliche Halte ergänzt werden, werden die CJX auch dazu verwendet, um die Anzahl der Halte zu straffen. Ein gutes Beispiel im Fahrplan 2023/2024 sind auf der Südbahn von Wien nach Wiener Neustadt der CJX9 mit einem zusätzlichen Halt, während der REX1 auf 6 Zwischenhalte kommt.